# Вільковя
Вільковя (пол. Wilkowia) — село в Польщі, у гміні Ланента Кутновського повіту Лодзинського воєводства.
Населення — 170 осіб (2011).
У 1975-1998 роках село належало до Плоцького воєводства.

## Демографія
Демографічна структура станом на 31 березня 2011 року:
|          | Загалом | Допрацездатний вік | Працездатний вік | Постпрацездатний вік |
| -------- | ------- | ------------------ | ---------------- | -------------------- |
| Чоловіки | 87      | 11                 | 68               | 8                    |
| Жінки    | 83      | 18                 | 42               | 23                   |
| Разом    | 170     | 29                 | 110              | 31                   |